# پم-ایر
پم-ایر (به انگلیسی: Pem-Air) یک شرکت هواپیمایی با کد یاتا PD است که در تاریخ ۱۹۷۰ میلادی تأسیس شده است. دفتر مرکزی پم-ایر در پمبروک، انتاریو، کانادا واقع شده‌است.